# Máté (település)
Máté (1899-ig Matyiszova, szlovákul: Matysová) község Szlovákiában, az Eperjesi kerület Ólublói járásában.

## Fekvése
Ólublótól közúton 16 km-re, légvonalban 5 km-re északkeletre, a Poprád mellett fekszik.

## Története
1408-ban „Mathezhaw” néven említik először a lublói vár birtokaként abban az oklevélben, melyben Luxemburgi Zsigmond az uradalmat Perényi Imrének adta. Nevét alapítójáról, egy Máté nevű soltészról kapta, aki a 14. század végén telepedett le itt. A település 1408 körül elpusztult, a 16. században ruszinokkal telepítették újra, ekkor a palocsai uradalomhoz tartozott. Birtokosai – a Palocsai Horváthok – a 17. század elején újabb telepítést végeztek. A 18. század elején járványok tizedelték a lakosságot. 1787-ben 58 háza állt.
A 18. század végén Vályi András így ír róla: „MATISOVA. Orosz falu Sáros Várm. földes Ura B. Palocsay Uraság, lakosai leg inkább ó hitűek, fekszik Poprád vize mellett, Héthárshoz 2 1/4 mértföldnyire, határja nehezen miveltetik.”
1828-ban 68 ház volt a faluban. Lakói mezőgazdasággal, állattartással, mészégetéssel, szövéssel foglalkoztak. 1846-ban tífusz tizedelte a lakosságot.
Fényes Elek 1851-ben kiadott geográfiai szótárában így ír a faluról: „Matisova, orosz falu, Sáros vmegyében, Szepes vármegye szélén, ut. postája Lublyóhoz 1/4 mfd. 4 rom., 508 g. kath. lak. Gör. kath. paroch. Földe hideg, köves és sovány; fenyvese derék. F. u. Palocsai Horváth.”
1871-ben és 1873-ban kolerajárvány pusztította. A trianoni diktátum előtt Sáros vármegye Héthársi járásához tartozott.
Lengyelország lerohanása előtt, 1939. augusztus 8-án előbb szlovák, majd német katonaság vonult be a faluba, melyet 1945. január 24-én foglaltak el a szovjetek.
A telefont és a vizet 1957-ben, az áramot 1959-ben vezették be. Az autóbusz közlekedés 1960-ban indult meg, az utakat is ekkor portalanították. Kultúrháza 1969-ben épült.

## Népessége
| Év:            | 1994. | 2004.    | 2014.   | 2024.    |
| -------------- | ----- | -------- | ------- | -------- |
| Emberek száma: | 112   | 78       | 76      | 55       |
| Eltérés:       |       | -30,35 % | -2,56 % | -27,63 % |

| Év:            | 2023. | 2024.   |
| -------------- | ----- | ------- |
| Emberek száma: | 56    | 55      |
| Eltérés:       |       | -1,78 % |

1910-ben 494, túlnyomórészt ruszin lakosa volt.
2001-ben 88 lakosából 87 szlovák volt.
2011-ben 72 lakosából 53 szlovák és 17 ruszin.

## Nevezetességei
- Mihály arkangyal tiszteletére szentelt görögkatolikus temploma 1833-ban épült, 1938-ban megújították. Az ikonok közül több 17. századi festmény található a templomban.